# Jean II de Joigny
Jean II 'Blondel' de Joigny (né vers 1280, † le 24 septembre 1324) est comte de Joigny, en Champagne. Il est le fils de Jean Ier, Comte de Joigny, et de Marie de Mercœur.

## Biographie
Vers 1283, à la mort de son père Jean Ier de Joigny, il devient comte de Joigny.
En 1300, il affranchit les habitants de Joigny, et fait confirmer la charte par le roi de France Philippe le Bel et sa femme Jeanne de Navarre.
En avril 1302 à Paris, il fait partie de l'assemblée des trois états, où fut signée une lettre au collège des cardinaux pour leur présenter les désordres où la rupture entre le pape Boniface VIII et le roi Philippe le Bel allaient plonger le royaume de France, afin de les engager à fléchir le pape dont les prétentions et les menaces indignait le monarque.
En avril 1314, il traite la mariage de sa fille Jeanne avec Charles de Valois, fils de Charles, comte de Valois, et donc frère du roi de France Philippe VI de Valois.
Le 24 novembre 1314, il signe la ligue et association des nobles de Champagne et d'autres provinces, menée par Jean II de Châlon, comte d'Auxerre et de Tonnerre, pour la conservation de leurs droits, franchises et immunités, auxquels Philippe le Bel faisait atteinte avec des impositions élevées et par de fréquents altérations des monnaies qui rendaient difficile le commerce, mais la mort du roi cinq jours plus tard mis fin à cette ligue.
En 1316, après la mort du roi de France Louis X le Hutin, il rejoint le duc de Bourgogne Eudes IV et le comte de Nevers Louis Ier, qui contestent à Philippe V le Long le droit de succéder au trône de France et soutiennent les prétentions de Jeanne II de Navarre. Jean II et le duc ont fini par se soumettre à Philippe V, mais pas le comte de Nevers.
En 1319, il échange avec le roi de France Philippe VI de Valois la mouvance de Château-Renard contre celle de Malai-le-Roi, près de Sens.
En 1320, il est en procès avec Jean Dauphinet, fils de Robert VII d'Auvergne à propos de la succession de Béraud X de Mercœur, leur aïeul maternel.
À sa mort, il est inhumé au prieuré de Joigny.

## Mariage et enfants
Vers 1297, il épouse Agnès de Brienne, fille de Hugues Ier, Comte de Brienne, et d'Isabelle d'Athènes, dont il a un enfant connu :
- Jean de Joigny, mort jeune vers 1307[4].
- Jeanne de Joigny, qui succède à son père et qui épouse Charles de Valois (neveu du roi de France Philippe VI de Valois).

Agnès de Brienne meurt vers 1305. Jean II épouse en secondes noces Alixende de Mercœur, fille de Béraud VII, seigneur de Mercœur, et de Blanche de Salins, dont il n'a pas de postérité.

## Sources
- Marie Henry d'Arbois de Jubainville, Histoire des Ducs et Comtes de Champagne, 1865.
- l'abbé Carlier, Notice sur les comtes de Joigny, 1862.
- Ambroise Challe, Histoire de la ville et du comté de Joigny, 1882